# Ali Mohamed
Ali Abdul Saoud Mohamed (علي محمد), född 3 juni 1952, är en terroriståtalad dubbelagent som arbetat för både CIA och Egyptiska Islamiska jihad, där han rapporterat på båda till förmån för den andra. Ali Mohamed påstås ha varit medhjälpare till terrorattentat med kopplingar till Al-Qaida.. Han har också varit en FBI-informant.
Ali Mohamed tillhörde först den egyptiska militären som major, men fick sluta 1984 på grund av misstankar att han blivit för "religiös". Han blev sedan informant åt CIA. Jobbade sedan som instruktör åt den amerikanska armén, varifrån han fick avsked med gott betyg. Hela tiden han haft med amerikanska underrättelseorgan att göra och har han också haft kontakt med religiösa fanatiska element. Han hjälpte nämligen Usama Bin Ladin att flytta sin "operation" till Sudan 1991.
När väl Mohamed hjälpt till med Bin Ladins flytt till Sudan, hjälpte han också till med att starta tre nya träningsläger för potentiella terrorister och dylikt. Han tränade också terrorister i lägren, inom kidnappning, sprängteknik med mera.

## Terroristattentat
Anklagades som konspiratör i bombningarna i Tanzania och Kenya 1998. Han har dock inte blivit dömd offentligt och det är troligt att samarbetar med USA igen, men det är inte offentligt bekräftat. Ali Mohamed kan få minst 25 år om han erkänner sig skyldig.Bomben i Nairobi dödade 213 människor och skadade mer än 4 500, medan bomben i Tanzania dödade 11 och skadade 85 människor.